# 백남채
백남채(白南埰, 1888년 1월 1일~1950년 10월 5일/1951년)는 대한민국의 독립운동가 출신 정치인이다. 경북 경산 출신이다.

## 생애
1918년 대구 계성학교 교감 및 이사장으로 활동했으며, 1919년 3·1운동이 일어나자 서병우(徐丙佑), 홍주일(洪宙一), 이만집(李萬集), 김마리아 등과 시위운동을 계획하다 발각되어 2년 간 복역하였다. 이후 희도보통학교(현재 대구종로초등학교) 교장을 지냈고, 대구요업주식회사 사장을 지냈다.
해방 후 과도입법의원을 거쳐 제헌국회의원이 되었으며, 재임 중 1949년 동료의원 9명과 함께 축첩공무원 추방에 대한 의견을 이승만 대통령에게 건의하기도 했다.

## 사후
- 1977년 독립운동 경력이 인정되어 대통령표창이 추서되었다.[1]
- 1990년 건국훈장 애족장이 추서되었다.(국가보훈부 공훈전자사료관)
- 1992년 7월 8일 대구에서 대전국립묘지 애국지사 묘역으로 이장되었다.[1]

## 약력
- 대구 협성중학교를 졸업하였다.
- 베이징대학(北京大學)을 졸업했다.[1]

## 역대 선거 결과
|  | 46.41% |

|  | 7.78% |

## 참고자료
- 《대한민국 의정총람》, 국회의원총람발간위원회, 1994년
- 백남채 - 대한민국헌정회
- 백남채 : 독립유공자 공훈록 - 국가보훈처